# NGC 6288
NGC 6288 est une galaxie lenticulaire relativement éloignée et située dans la constellation du Dragon. Sa vitesse par rapport au fond diffus cosmologique est de 10 230 ± 31 km/s, ce qui correspond à une distance de Hubble de 150,9 ± 10,6 Mpc (∼492 millions d'al). NGC 6288 a été découverte par l'astronome américain Edward Swift en 1884.